# Ориньи-ле-Сек
Ориньи́-ле-Сек (фр. Origny-le-Sec) — коммуна во Франции, находится в регионе Шампань — Арденны. Департамент — Об. Входит в состав кантона Ромийи-сюр-Сен-1. Округ коммуны — Ножан-сюр-Сен.
Код INSEE коммуны — 10271.
Коммуна расположена приблизительно в 115 км к востоку от Парижа, в 70 км юго-западнее Шалон-ан-Шампани, в 30 км к северо-западу от Труа.

## Население
Население коммуны на 2008 год составляло 620 человек.
| 1962 | 1968 | 1975 | 1982 | 1990 | 1999 | 2008 |
| ---- | ---- | ---- | ---- | ---- | ---- | ---- |
| 487  | 549  | 475  | 636  | 627  | 593  | 620  |

## Экономика
В 2007 году среди 397 человек в трудоспособном возрасте (15—64 лет) 287 были экономически активными, 110 — неактивными (показатель активности — 72,3 %, в 1999 году было 75,0 %). Из 287 активных работали 241 человек (142 мужчины и 99 женщин), безработных было 46 (17 мужчин и 29 женщин). Среди 110 неактивных 36 человек были учениками или студентами, 45 — пенсионерами, 29 были неактивными по другим причинам.

## Фотогалерея

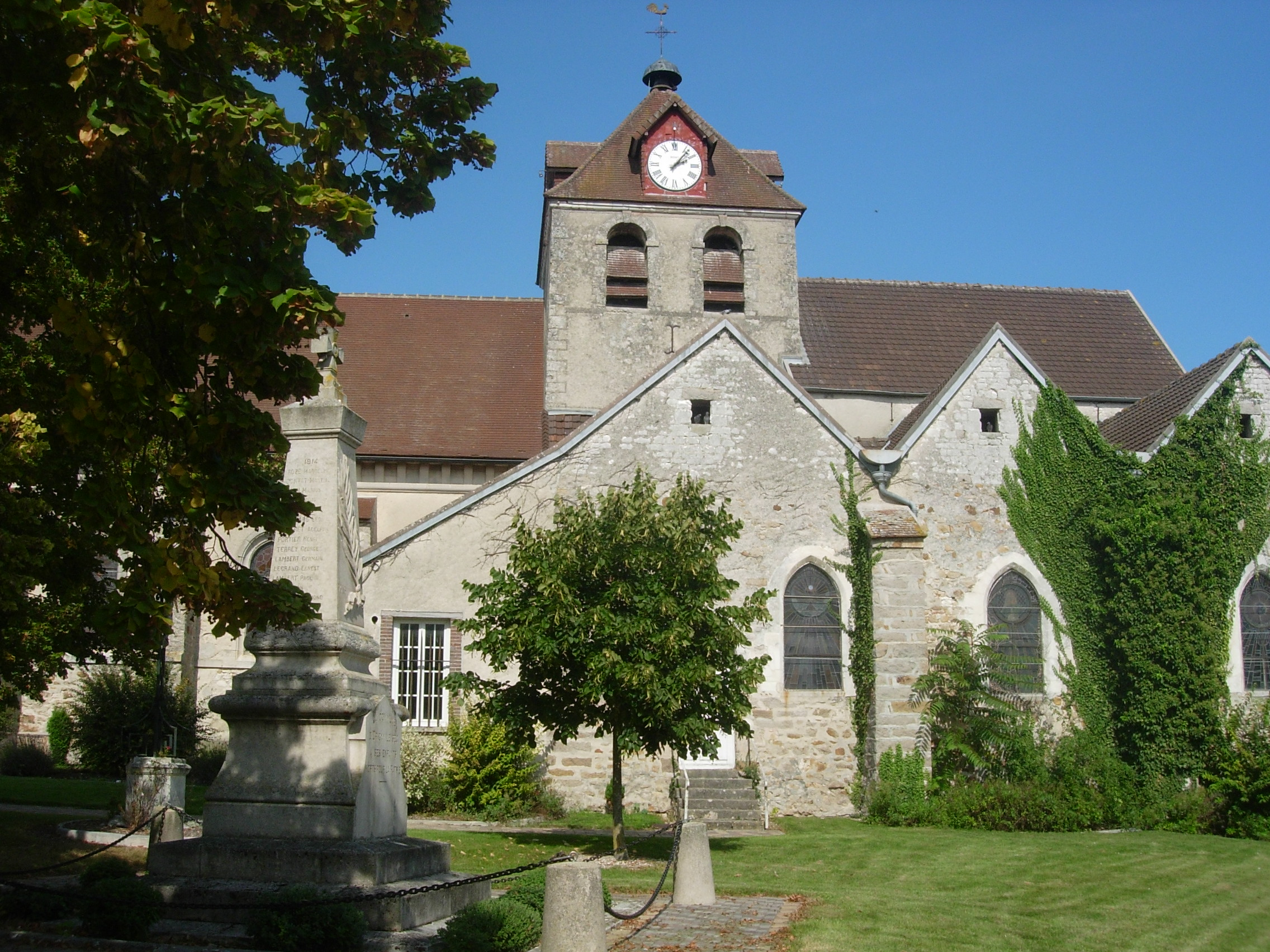
Церковь
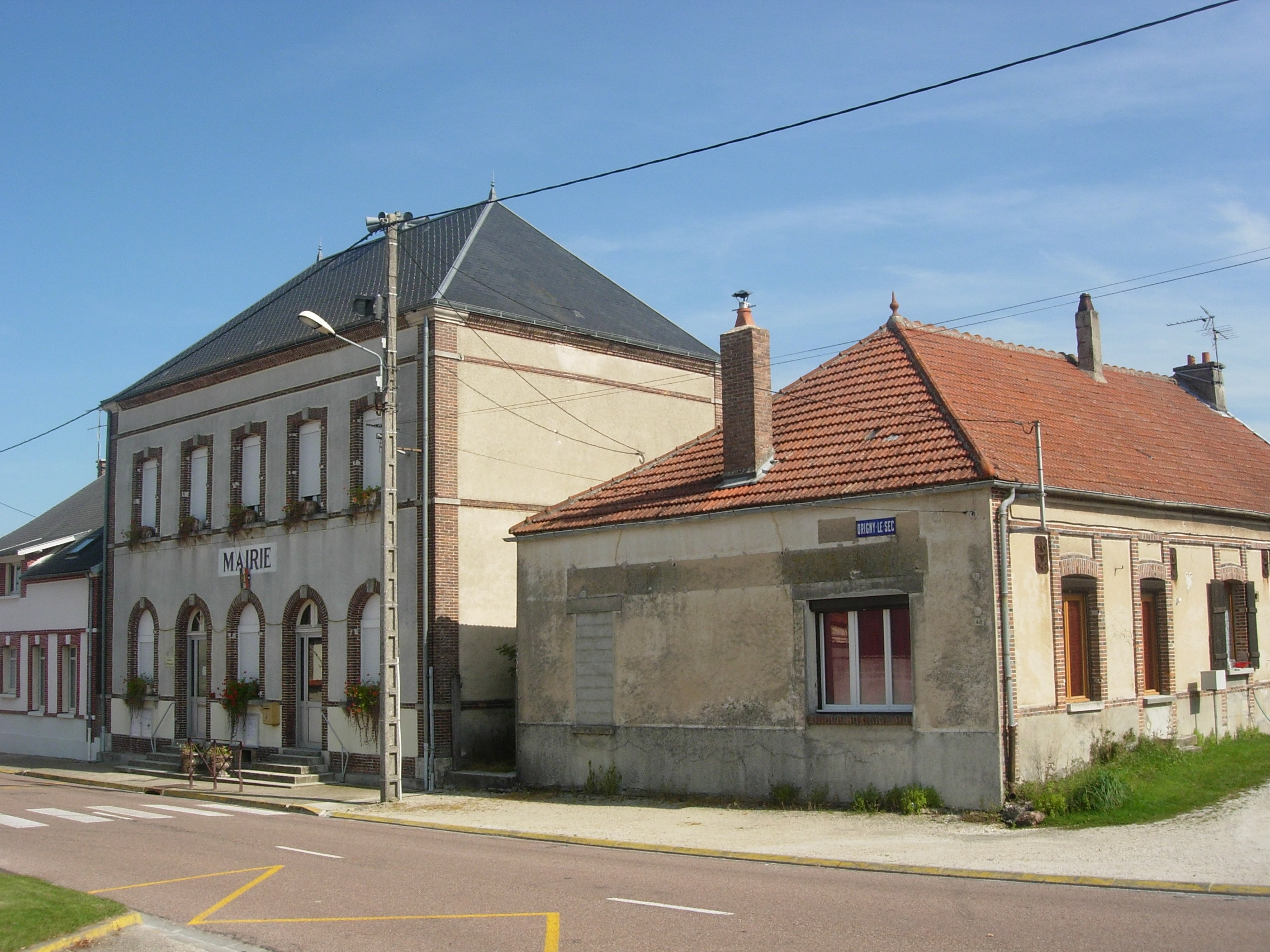
Мэрия
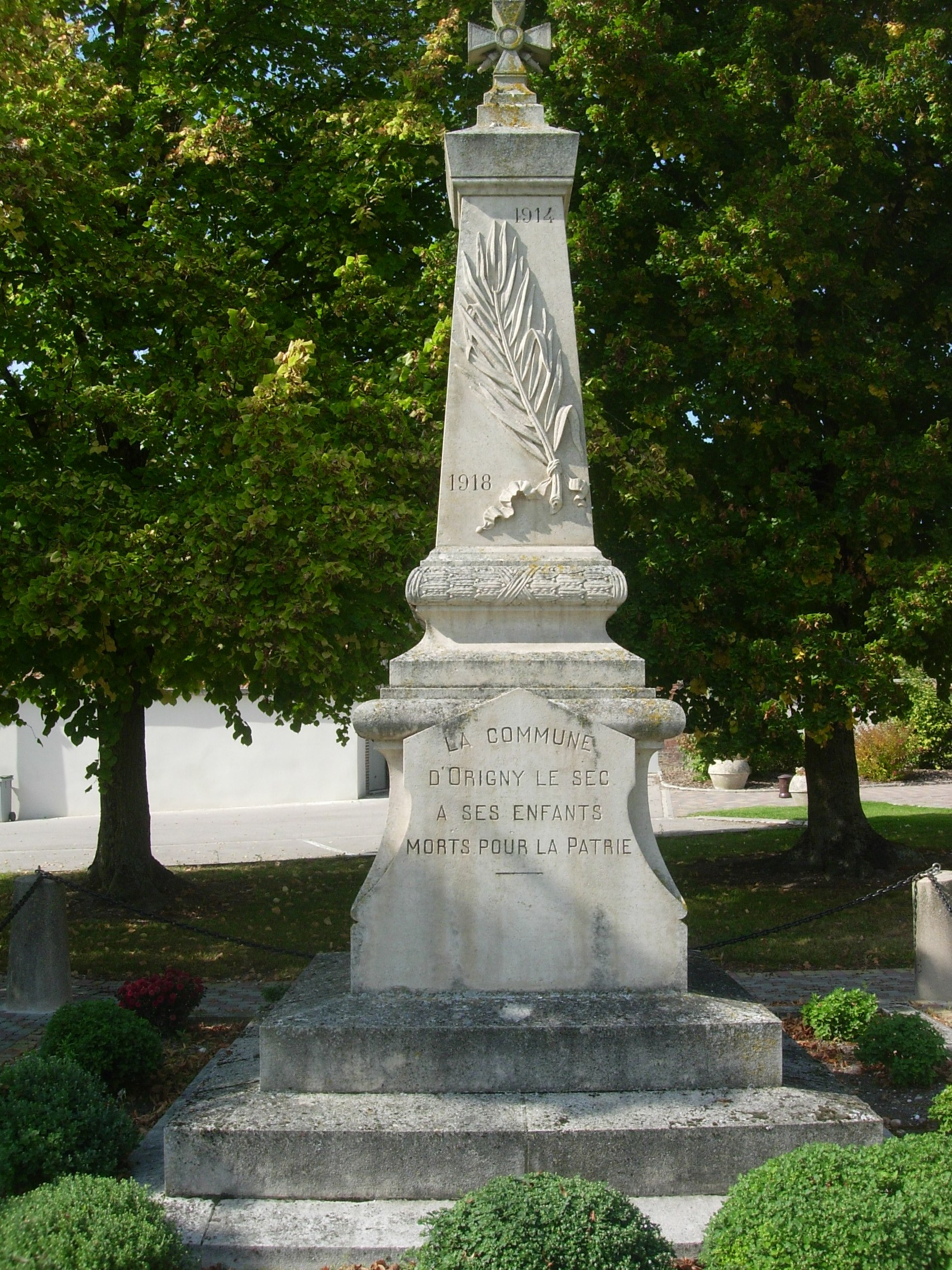
Памятник погибшим в Первой мировой войне
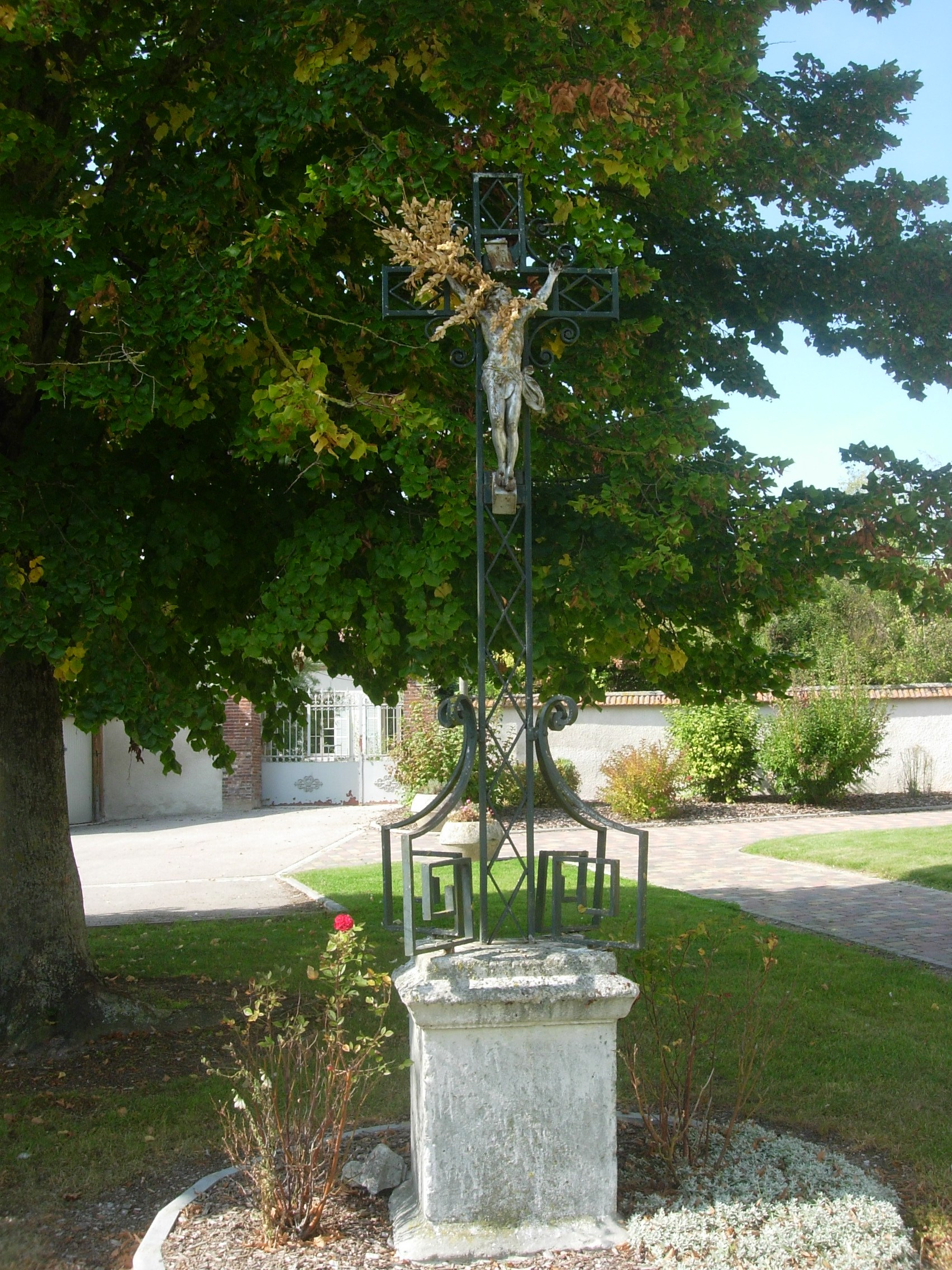
Крест